# Johann Friedrich von Brandt
Johann Friedrich von Brandt (Jüterbog, Brandemburgo, Prússia, 25 de maio de 1802 – Merreküll, Estônia, 15 de julho de 1879), foi um naturalista zoólogo russo de origem alemã.

## Vida
Estudou num Gymnasium de Wittenberg e na Universidade Humboldt de Berlim. Em 1831 foi nomeado Diretor do Departamento de Zoologia da Academia de Ciências da Rússia. Incentivou a formação de uma coleção de animais nativos, muitos quais não apresentavam exemplares no Museu. Recebeu também numerosos exemplares provenientes das expedições de Severtzov, Przewalsky, Middendorf, Schrenck e Radde.
Descreveu diversas aves recolhidas por exploradores russos da costa do Pacífico da América do Norte, incluindo Phalacrocorax penicillatus (cormorão-de-Brandt), Rissa brevirostris (gaivota-tridáctila-de-patas-vermelhas) e o Somateria fischeri (eider-de-lunetas).
Brandt também foi um entomólogo especializado nos coleópteros.

## Trabalhos
- Flora Berolinensis, sive descriptio plantarum phanerogamarum circa Berolinum sponte crescentium vel in agris cultarum additis filicibus et charis (Berlin, 1824)
- Deutschlands phanerogamische Giftgewächse (Berlin, 1828)
- Tabellar Uebersichi d. offizin. Gewächse nach d. Linn. Sexualsystem u. d. natürl. System (Berlin, 1829)
- Medizinische Zoologie oder getreue Darstellung und Beschreibung der Thiere, die in der Arzneimittellehre in Betracht kommen, 2 vols. (Berlin, 1829–1833), written with J. T. C. Ratzeburt
- Uebersicht d. Charactere d. Familien d. offizin. Gewächse nach R. Brown, De Candolle, Jussieu,… (Berlin, 1830)
- Deutschlands kryptogamische Giftgewächse (Berlin, 1838)
- Deutschlands phanerogamische Geftgewächse as Abbildung und Beschreibung der in Deutschland wild wachsenden und in Gärten in freien ausdauernden Giftgewächse, nach natürlichen Familien erläutert, mit Beiträgen von P. Phoebus und J. T. C. Ratzeburg (Berlin, 1838)
- Symbolae Sirenologicae quibus praecipue Rhutinae historia naturalis illustratur (St. Petersburg, 1846)
- Symbolae Sirenologicae…, fasc. 2 and 3 (St. Petersburg, 1861–1868)
- Mémoires de l’Académie impériale des sciences, St. Pétersbourg, 7th ser., 12, no. 1; Untersuchungen über die fossilen und subfossilen Cetaceen Europa’s mit Beiträgen von Van Beneden, Cornalia, Gastaldi, Quenstedt, und Paulson, nebst einem geologischen Anhange von Barbot de Marny, G. von Helmersen, A. Goebel und Th. Fuchs, ibid., 20, no. 1 (1873)
- Ergänzungen, ibid., 21, no. 6 (1874)
- Bericht über die Fortschritte, welche die zoologischen Wissenschaften den von der kaiserlichen Akademie der Wissenschaften zu St. Petersburg von 1831 bis 1879 herausgegeben Schriften verdanken (St. Petersburg, 1879)
- J. F. Brandtii index operum omnium (St. Petersburg, 1876), issued as a Festschrift.
- Getreue Darstellung und Beschreibung der in der Arzneykunde gebräuchlichen Gewächse wie auch solcher, welche mit ihnen verwechselt werden können. 12 Volumes, 1805–1856 (continued from Johann Friedrich Brandt, Julius Theodor Christian Ratzeburg e Johann Friedrich Klotzsch). Digital Edition by the University and State Library Düsseldorf
- Abbildung und Beschreibung der in Deutschland wild wachsenden und in Gärten im Freien ausdauernden Giftgewächse nach natürlichen Familien erläutert. Band 1: Phanerogamen Hirschwald, Berlin 1834 Edição Digital by the University and State Library Düsseldorf
- Abbildung und Beschreibung der in Deutschland wild wachsenden und in Gärten im Freien ausdauernden Giftgewächse nach natürlichen Familien erläutert. Band 2: Kryptogamen Hirschwald, Berlin 1838 Edição digital by the University and State Library Düsseldorf
- Untersuchungen über die fossilen und subfossilen cetaceen Europa's. Mémoires de L'Académie Impériale des Sciences de Saint-Petersbourg, Series 7 20(1):1-372 1873

## Homenagens
O Myotis brandtii (morcego-de-Brandt) e o Paraechinus hypomelas (ouriço-de-Brandt) foram nomeados em sua honra.